# Cladomorphus ceratocephalus
Cladomorphus ceratocephalus är en insektsart som beskrevs av Gray, G.R. 1835. Cladomorphus ceratocephalus ingår i släktet Cladomorphus och familjen Phasmatidae. Inga underarter finns listade i Catalogue of Life.